# 清本鐵工
清本鉄工株式会社（きよもとてっこう）は、日本の機械、鋳鋼製品の製造・販売メーカー。
創業は1937年2月、設立は1948年5月。